# Juno Award/Artist of the Year

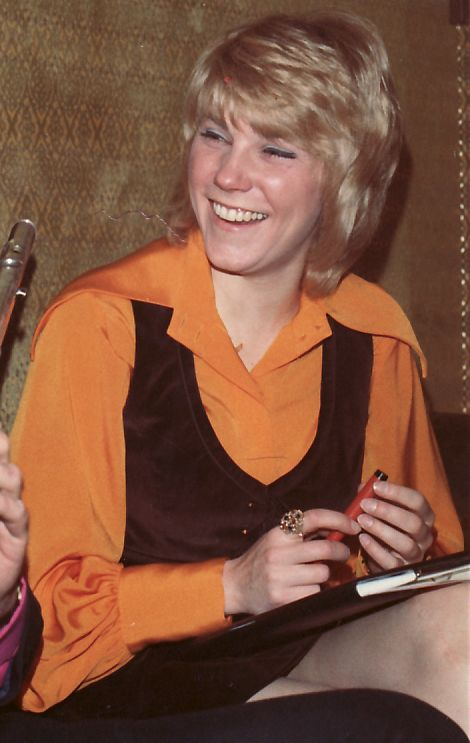
Anne Murray hält mit neun Siegen den Rekord

Der Juno Award für den Artist of the Year (deutsch: „Künstler des Jahres“) ist eine jährlich von der Canadian Academy of Recording Arts and Sciences (CARAS) im Rahmen der Juno Awards vergebene Auszeichnung an den besten Künstler aus Kanada. Die fünf Nominierten werden zu gleichen Teilen durch Musikverkäufe als auch per Voting von den Mitgliedern der Caras bestimmt. Der Gewinner wird erneut per Voting festgelegt.
Vor 2003 wurden weibliche und männliche Künstler mit separaten Preisen geehrt. Der Award hieß daher auch Best Male Artist und Best Female Artist (2000–2002), Best Male Vocalist und Best Female Vocalist (1970–1974, 1999) sowie Male Vocalist of the Year und Female Vocalist of the Year (1975–1998).

## Rekorde
Mit neun Siegen und 20 Nominierungen ist Nova Scotias Sängerin Anne Murray die am meisten ausgezeichnete und nominierte Person in dieser Kategorie. Sie wurde auch 12 Mal in Folge nominiert, von 1979 bis 1991 (mit der Ausnahme von 1988, als der Award nicht vergeben wurde) und erhielt den Award von 1971 bis 1975 fünf Mal in Folge. Rockmusiker Bryan Adams ist mit sieben Siegen der am häufigsten ausgezeichnete männliche Künstler. Er gewann auch von 1983 bis 1987 insgesamt fünf Mal am Stück. Neil Young erhielt 14 Nominierungen. Außerdem hält er den Rekord für die größte Zeitspanne. Er wurde 1979 das erste Mal nominiert und gewann seinen letzten Juno 2011.
Maestro, ehemals Maestro Fresh-Wes, war 1992 der erste Rapper, der nominiert wurde und deadmau5 der erste Elektronik-Künstler.

## Übersicht

### Outstanding Performance (1972–1973)
1972 und 1973 wurden zusätzlich Outstanding Performance of the Year – Female und Outstanding Performance of the Year – Male vergeben.
| Jahr | Outstanding Performance of the Year – Male | Outstanding Performance of the Year – Female | Refs.       |
| ---- | ------------------------------------------ | -------------------------------------------- | ----------- |
| 1972 | Joey Gregorash                             | Ginette Reno                                 | [ 2 ] [ 3 ] |
| 1973 | Bob McBride                                | Ginette Reno                                 | [ 4 ] [ 5 ] |

### Male and Female Vocalists of the Year (1970–1998)
| Jahr                              | Best Male Vocalist | Best Male Vocalist                                                       | Best Female Vocalist | Best Female Vocalist                                              | Refs.                |
| Jahr                              | Sieger             | Nominierungen                                                            | Siegerin             | Nominierungen                                                     | Refs.                |
| --------------------------------- | ------------------ | ------------------------------------------------------------------------ | -------------------- | ----------------------------------------------------------------- | -------------------- |
| 1970                              | Andy Kim           | —                                                                        | Ginette Reno         | —                                                                 | [ 6 ]                |
| 1971                              | Gordon Lightfoot   | - Andy Kim - Pierre Lalonde - Gene MacLellan - Tom Northcott             | Anne Murray          | - Susan Jacks - Debbie Lori Kaye - Joni Mitchell - Ginette Reno   | [ 7 ]                |
| 1972                              | Gordon Lightfoot   | —                                                                        | Anne Murray          | —                                                                 | [ 8 ] [ 9 ]          |
| 1973                              | Gordon Lightfoot   | —                                                                        | Anne Murray          | —                                                                 | [ 10 ] [ 11 ]        |
| 1974                              | Terry Jacks        | - Keith Hampshire - Gordon Lightfoot - Bob McBride - Murray McLauchlan   | Anne Murray          | - Shirley Eikhard - Patsy Gallant - Susan Jacks - Ginette Reno    | [ 13 ]               |
| 1975                              | Gordon Lightfoot   | - Michel Pagliaro - Paul Anka - Stompin’ Tom Connors - Terry Jacks       | Anne Murray          | - Alexis Radlin - Cathy Young - Patsy Gallant - Susan Jacks       | [ 14 ] [ 15 ]        |
| 1976                              | Gino Vannelli      | - Gordon Lightfoot - Jean-Pierre Ferland - Murray McLauchlan - Paul Anka | Joni Mitchell        | - Anne Murray - Charity Brown - Suzanne Stevens - Sylvia Tyson    | [ 16 ] [ 17 ]        |
| 1977                              | Burton Cummings    | - Gino Vannelli - Gordon Lightfoot - Paul Anka - Valdy                   | Patsy Gallant        | - Anne Murray - Carroll Baker - Charity Brown - Joni Mitchell     | [ 18 ] [ 19 ]        |
| 1978                              | Dan Hill           | - Burton Cummings - Gino Vannelli - Gordon Lightfoot - Valdy             | Patsy Gallant        | - Carroll Baker - Charity Brown - Claudja Barry - Joni Mitchell   | [ 20 ] [ 21 ]        |
| 1979                              | Gino Vannelli      | - Burton Cummings - Dan Hill - Gordon Lightfoot - Neil Young             | Anne Murray          | - Carroll Baker - Joni Mitchell - Lisa Dal Bello - Patsy Gallant  | [ 22 ] [ 23 ]        |
| 1980                              | Burton Cummings    | - Bruce Cockburn - Gino Vannelli - Murray McLauchlan - Neil Young        | Anne Murray          | - Carroll Baker - Claudja Barry - Joni Mitchell - Lisa Dal Bello  | [ 24 ] [ 25 ]        |
| 1981                              | Bruce Cockburn     | - Burton Cummings - Gino Vannelli - Gordon Lightfoot - Neil Young        | Anne Murray          | - Carroll Baker - Claudja Barry - Joni Mitchell - Susan Jacks     | [ 26 ] [ 27 ]        |
| 1982                              | Bruce Cockburn     | - Burton Cummings - Gino Vannelli - Gordon Lightfoot - Neil Young        | Anne Murray          | - Carole Pope - Carroll Baker - Joni Mitchell - Lisa Dal Bello    | [ 28 ] [ 29 ]        |
| 1983                              | Bryan Adams        | - Aldo Nova - Burton Cummings - Gordon Lightfoot - Murray McLauchlan     | Carole Pope          | - Anne Murray - Jessie Burns - Joni Mitchell - Shari Ulrich       | [ 30 ] [ 31 ]        |
| 1984                              | Bryan Adams        | - Bruce Cockburn - Corey Hart - Gordon Lightfoot - Stan Rogers           | Carole Pope          | - Anne Murray - Dalbello - Holly Woods - Shari Ulrich             | [ 32 ] [ 33 ]        |
| 1985                              | Bryan Adams        | - Bruce Cockburn - Corey Hart - Gowan - Kim Mitchell                     | Luba                 | - Anne Murray - Carole Pope - Dalbello - Lee Aaron                | [ 34 ] [ 35 ] [ 36 ] |
| 1986                              | Bryan Adams        | - Bruce Cockburn - Gino Vannelli - Kim Mitchell - Neil Young             | Luba                 | - Anne Murray - Carroll Baker - Jane Siberry - Martine St. Clair  | [ 37 ] [ 38 ] [ 39 ] |
| 1987                              | Bryan Adams        | - Corey Hart - Gino Vannelli - Gowan - Kim Mitchell                      | Luba                 | - Anne Murray - k.d. lang - Lee Aaron - Véronique Béliveau        | [ 40 ] [ 41 ]        |
| 1988 gab es keine Preisverleihung |                    |                                                                          |                      |                                                                   |                      |
| 1989                              | Robbie Robertson   | - Bruce Cockburn - David Wilcox - Leonard Cohen - Neil Young             | k.d. lang            | - Anne Murray - Céline Dion - Johanne Blouin - Rita MacNeil       | [ 42 ] [ 43 ]        |
| 1990                              | Kim Mitchell       | - Bruce Cockburn - David Wilcox - George Fox - Neil Young                | Rita MacNeil         | - Anne Murray - Candy Pennella - Lee Aaron - Sass Jordan          | [ 44 ] [ 45 ]        |
| 1991                              | Colin James        | - Gowan - Maestro Fresh-Wes - Neil Young - Paul Janz                     | Céline Dion          | - Anne Murray - Candy Pennella - Lee Aaron - Rita MacNeil         | [ 46 ] [ 47 ]        |
| 1992                              | Tom Cochrane       | - Bryan Adams - Bruce Cockburn - Maestro Fresh-Wes - Robbie Robertson    | Céline Dion          | - Lee Aaron - Loreena McKennitt - Mitsou - Sarah McLachlan        | [ 48 ] [ 49 ]        |
| 1993                              | Leonard Cohen      | - Corey Hart - Francis Martin - Kim Mitchell - Neil Young                | Céline Dion          | - k.d. lang - Michelle Wright - Rita MacNeil - Sass Jordan        | [ 50 ] [ 51 ]        |
| 1994                              | Roch Voisine       | - Daniel Lanois - John McDermott - Snow - Stef Carse                     | Céline Dion          | - Alannah Myles - Anne Murray - Rita MacNeil - Sarah McLachlan    | [ 52 ] [ 53 ]        |
| 1995                              | Neil Young         | - Bruce Cockburn - Colin James - John McDermott - Roch Voisine           | Jann Arden           | - Julie Masse - Loreena McKennitt - Michelle Wright - Sass Jordan | [ 54 ] [ 55 ]        |
| 1996                              | Colin James        | - Charlie Major - Mario Pelchat - Neil Young - Tom Cochrane              | Alanis Morissette    | - Céline Dion - Rita MacNeil - Shania Twain - Susan Aglukark      | [ 56 ] [ 57 ]        |
| 1997                              | Bryan Adams        | - Corey Hart - John McDermott - Neil Young - Paul Brandt                 | Céline Dion          | - Alannah Myles - Amanda Marshall - Deborah Cox - Lara Fabian     | [ 58 ] [ 59 ]        |
| 1998                              | Paul Brandt        | - Bruce Cockburn - Bruno Pelletier - John McDermott - Roch Voisine       | Sarah McLachlan      | - Jann Arden - Loreena McKennitt - Shania Twain - Terri Clark     | [ 60 ] [ 61 ]        |

### Best Male Vocalist and Best Female Vocalist (1999)
| Jahr | Best Male Vocalist | Best Male Vocalist                                      | Best Female Vocalist | Best Female Vocalist                                    | Refs.         |
| Jahr | Sieger             | Nominierungen                                           | Siegerin             | Nominierungen                                           | Refs.         |
| ---- | ------------------ | ------------------------------------------------------- | -------------------- | ------------------------------------------------------- | ------------- |
| 1999 | Jim Cuddy          | - Colin James - Corey Hart - David Usher - Kevin Parent | Céline Dion          | - Deborah Cox - Ginette Reno - Holly Cole - Lynda Lemay | [ 62 ] [ 63 ] |

### Best Male and Female Artists (2000–2001)
| Jahr | Best Male Artist | Best Male Artist                                        | Best Female Artist | Best Female Artist                                                | Refs.         |
| Jahr | Sieger           | Nominierungen                                           | Siegerin           | Nominierungen                                                     | Refs.         |
| ---- | ---------------- | ------------------------------------------------------- | ------------------ | ----------------------------------------------------------------- | ------------- |
| 2000 | Bryan Adams      | - Paul Brandt - Choclair - Tom Cochrane - Edwin         | Chantal Kreviazuk  | - Alanis Morissette - Amanda Marshall - Céline Dion - Lynda Lemay | [ 64 ] [ 65 ] |
| 2001 | Neil Young       | - Nicola Ciccone - Jesse Cook - Sylvain Cossette - Snow | Jann Arden         | - Isabelle Boulay - Lara Fabian - Lynda Lemay - Terri Clark       | [ 66 ] [ 67 ] |

### Best Artist (2002)
| Jahr | Best Artist | Nominierungen                                             | Ref.   |
| ---- | ----------- | --------------------------------------------------------- | ------ |
| 2002 | Diana Krall | - Amanda Marshall - Garou - Leonard Cohen - Nelly Furtado | [ 68 ] |

### Artist of the Year (seit 2003)
| Jahr | Sieger           | Nominierungen                                                            | Ref.   |
| ---- | ---------------- | ------------------------------------------------------------------------ | ------ |
| 2003 | Shania Twain     | - Alanis Morissette - Céline Dion - Daniel Bélanger - Remy Shand         | [ 69 ] |
| 2004 | Sam Roberts      | - Céline Dion - Nelly Furtado - Sarah McLachlan - Shawn Desman           | [ 70 ] |
| 2005 | Avril Lavigne    | - Bryan Adams - Céline Dion - Diana Krall - k.d. lang                    | [ 71 ] |
| 2006 | Michael Bublé    | - Boom Desjardins - Diana Krall - Kalan Porter - Rex Goudie              | [ 69 ] |
| 2007 | Nelly Furtado    | - Diana Krall - Gregory Charles - Loreena McKennitt - Pierre Lapointe    | [ 72 ] |
| 2008 | Feist            | - Avril Lavigne - Céline Dion - Michael Bublé - Pascale Picard           | [ 73 ] |
| 2009 | Sam Roberts      | - Bryan Adams - City and Colour - k.d. lang - Serena Ryder               | [ 74 ] |
| 2010 | K'naan           | - Diana Krall - Jann Arden - Johnny Reid - Michael Bublé                 | [ 75 ] |
| 2011 | Neil Young       | - Drake - Johnny Reid - Justin Bieber - Sarah McLachlan                  | [ 76 ] |
| 2012 | Feist            | - City and Colour - deadmau5 - Drake - Michael Bublé                     | [ 77 ] |
| 2013 | Leonard Cohen    | - Justin Bieber - deadmau5 - Carly Rae Jepsen - Johnny Reid              | [ 78 ] |
| 2014 | Serena Ryder     | - Céline Dion - Drake - Michael Bublé - Robin Thicke                     | [ 79 ] |
| 2015 | The Weeknd       | - Bryan Adams - deadmau5 - Leonard Cohen - Sarah McLachlan               | [ 80 ] |
| 2016 | The Weeknd       | - City and Colour - Shawn Mendes - Drake - Justin Bieber                 | [ 81 ] |
| 2017 | Leonard Cohen    | - Alessia Cara - Drake - Shawn Mendes - The Weeknd                       | [ 82 ] |
| 2018 | Gord Downie      | - Daniel Caesar - Lights - Ruth B - Shania Twain                         | [ 83 ] |
| 2019 | Shawn Mendes     | - Michael Bublé - Alessia Cara - The Weeknd - Tory Lanez                 | [ 84 ] |
| 2020 | Shawn Mendes     | - Bryan Adams - Alessia Cara - Tory Lanez - Jessie Reyez                 | [ 85 ] |
| 2021 | The Weeknd       | - Ali Gatie - Céline Dion - Jessie Reyez - Justin Bieber                 |        |
| 2022 | Charlotte Cardin | - JP Saxe - Justin Bieber - Shawn Mendes - The Weeknd                    |        |
| 2023 | The Weeknd       | - Michael Bublé - Avril Lavigne - Shawn Mendes - Lauren Spencer-Smith    |        |
| 2024 | Tate McRae       | - Charlotte Cardin - Daniel Caesar - Lauren Spencer-Smith - Shania Twain |        |
| 2025 | Tate McRae       | - Kaytranada - Shawn Mendes - Josh Ross - The Weeknd                     |        |